# Альфред Матт
Альфред Матт  (нім. Alfred Matt; нар. 11 травня 1948) — австрійський гірськолижник, олімпійський медаліст.

## Виступи на Олімпіадах
| Олімпіада     | Дисципліна | Місце |
| ------------- | ---------- | ----- |
| Гренобль 1968 | слалом     | 3     |
| Саппоро 1972  | слалом     | 14    |